# Colin R. Turner
Colin R. Turner (* 10. července 1968, Dublin) je irský spisovatel a sociální aktivista. Je zakladatelem Charty Svobodného Světa a autorem dvou knih F-Day: The Second Dawn Of Man a Into The Open Economy. Turnerova práce se soustředí na návrhy bezpeněžní společnosti, v jeho podání na otevřenou ekonomiku.

## Knihy
F-Day: The Second Dawn Of Man je politické drama, ve kterém hlavní postava Karl Drayton iniciuje hypotetický odpočet do bezpeněžní společnosti.
Into The Open Economy je knížka, ve které Turner definuje parametry a prostředky k vytvoření bezpeněžní otevřené ekonomiky. Byla přeložena do několika jazyků včetně češtiny pod názvem Do Otevřené ekonomiky.

## Charta Svobodného Světa
Charta Svobodného Světa byla založena v dubnu 2011 a jedná se o dokument ve stylu petice. Turner ji popisuje jako "deset základních principů, na kterých roste zcela nová světová společnost založená na spravedlnosti, zdravém rozumu a přežití." Na webu Charty mají uživatelé možnost odsouhlasit každý z deseti principů a Chartu podepsat.
Charta byla podepsána více než 55 tisíci lidí a byla přeložena do všech hlavních jazyků. Veřejně ji schválila hnutí Rael a Paradism.

## V médiích
Turner byl předmětem zájmu médií v roce 2013, kdy se vydal na cestu kolem světa bez použití peněz.
V současné době je pravidelným přispěvatelem na Marbella Now.